# Rudnik (Ljubljana)
Rudnik (slowenische Bezeichnung für Bergwerksstollen) ist der Stadtbezirk 11 der slowenischen Hauptstadt Ljubljana. Er ist nach dem ehemaligen Dorf Rudnik benannt, das 1961 in die Stadt Ljubljana eingemeindet wurde.
Der Bezirk liegt im Süden von Ljubljana, begrenzt von den Stadtbezirken Vič im Nordwesten, Trnovo um Westen, Center im Norden und Golovec im Osten. Er umfasst unter anderem die Dörfer und Gemeinden Rudnik, Rakovnik, Galjevica, Črna vas, Lipe na Barju sowie die Dörfer im Laibacher Moor Ilovica, Pri Strahu, Pri Maranzu, Kožuh und Havptmance. Durch Rudnik führt der südliche Autobahnring von Ljubljana. Unmittelbar südlich der Autobahnbrücken Ljubljana-Rudnik mündet das Flüsschen Iščica in die Ljubljanica. 

## Sehenswürdigkeiten

### Laibacher Moor und seine Dörfer
- siehe Hauptartikel

Das Marschland umfasst eine Reihe von Dörfern, die zur Stadt Ljubljana gehören: Ilovica, Pri Strahu, Pri Maranzu, Kožuh und Havptmance (von Norden nach Süden). Ilovica wurde relativ spät besiedelt, ab 1838, und hatte bis 1860 nur sechs Höfe. Volar liegt zwischen den Flüssen Iščica und Ljubljanica und wurde nach 1830 besiedelt, als es auch offiziell als Karolinska zemlja (deutsch: Karolinengrund) bezeichnet wurde, zu Ehren der österreichischen Kaiserin Karolina Augusta. Kožuh liegt weiter südlich und Havptmance östlich von Kožuh. Havptmance (auch Haupt- und -man(i)ca oder -manice geschrieben) wurde bereits im 18. Jahrhundert als Ort erwähnt und in den 1870er Jahren besiedelt, als der Torfabbau ein wichtiger Wirtschaftszweig war. Der Name Havptmance bezieht sich wahrscheinlich darauf, dass der Landeshauptmann in der Gegend sein Jagdrevier hatte.

### Europäisches Vogelschutzgebiet Ljubljansko barje
- siehe Hauptartikel

### Pfarrkirche St. Simon und Judas Thaddäus

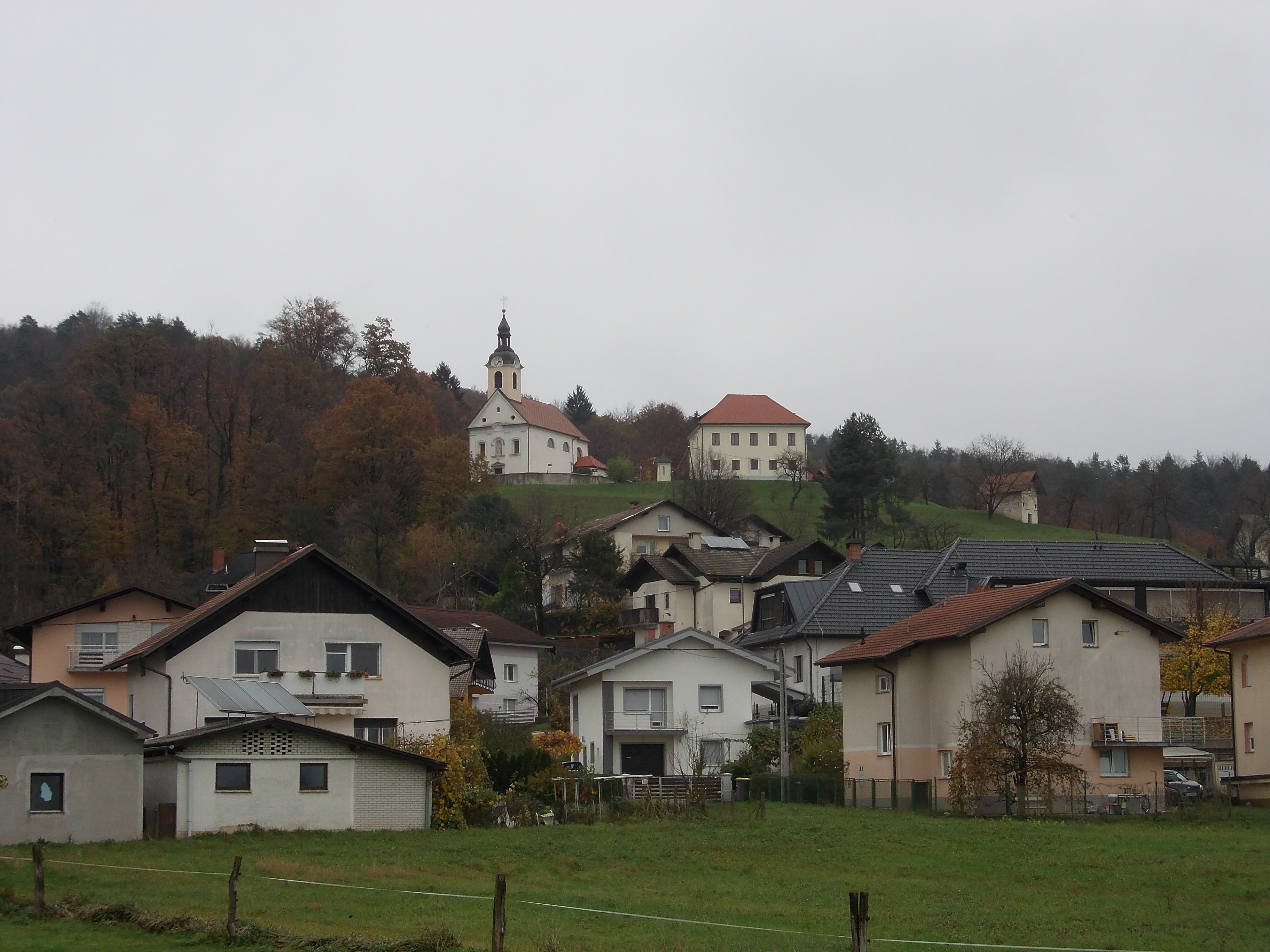
Pfarrkirche von Rudnik (Dorf)

Die Pfarrkirche des Dorfes Rudnik ist den Heiligen Simon und Judas geweiht. Die Kirche wurde ursprünglich im gotischen Stil erbaut und 1462 erstmals urkundlich erwähnt. 1753 wurde sie barockisiert. In den Glockenturm ist ein Wandfresko des Hl. Christophorus aus dem Jahr 1500 versetzt. Der Hauptaltar der Kirche ist spätbarock, aus der zweiten Hälfte des 18. Jahrhunderts.